# 寧城翼龍屬
寧城翼龍（學名：Ningchengopterus）屬於翼龍目的翼手龍亞目，化石發現於中國內蒙古的義縣組，年代屬於白堊紀早期。正模標本（編號CYGB-0035）是一個幾乎完整的幼年個體骨骼，附有皮翼、毛…等軟組織。模式種是劉氏寧城翼龍（N. liuae），是在2009年由吕君昌所命名。屬名是以化時發現處的內蒙古寧城縣為名；種名則是以發現化石的劉女士為名。